# Mirella van Melis
Mirella van Melis (Venhorst, 8 januari 1979) is een Nederlands voormalig wielrenster, baanwielrenster en veldrijdster. Ze reed van 2002 tot en met 2004 voor de ploeg Vlaanderen-T Interim.
Van Melis werd in 1997 Wereldkampioene op de weg bij de junioren. Tijdens de Europese kampioenschappen baanwielrennen voor beloften in 1999 won ze de puntenkoers. In 2001 werd ze Europees kampioene op de weg bij de beloften. 

## Palmares

### Wegwielrennen
1997
 Nederlands kampioene op de weg, junior vrouwen
 Wereldkampioene op de weg, junior vrouwen
1998
2e etappe Greenery International
 Europees kampioene op de weg, beloften vrouwen
2000
2e Australia World Cup
 Europees kampioene op de weg, beloften vrouwen
1e etappe Holland Ladies Tour
2001
6e etappe Tour de l'Aude Cycliste Féminin
 Europees kampioene op de weg, beloften vrouwen
2002
Rund um Straelen

### Baanwielrennen
| Jaar     | NK                                   | EK          | WK       | Overig   |
| Junioren | Junioren                             | Junioren    | Junioren | Junioren |
| -------- | ------------------------------------ | ----------- | -------- | -------- |
| 1994     | puntenkoers, sprint · achtervolging  |             |          |          |
| 1995     | sprint, 500m tijdrit · achtervolging |             |          |          |
| Belofte  |                                      |             |          |          |
| 1999     |                                      | puntenkoers |          |          |
| Elite    |                                      |             |          |          |
| 1998     | sprint, 500m tijdrit                 |             |          |          |
| 1999     | sprint, 500m tijdrit                 |             |          |          |
| 2000     |                                      |             |          |          |
| 2001     | puntenkoers, sprint · 500m tijdrit   |             |          |          |